# Göran Marström
Göran Simon Marström (ur. 12 października 1942 w Åtvidabergu) – szwedzki żeglarz sportowy.  Brązowy medalista olimpijski z Moskwy.
Zawody w 1980 były jego pierwszymi igrzyskami olimpijskimi. Pod nieobecność sportowców z części krajów Zachodu sięgnął po medal w klasie Tornado. Partnerował mu Jörgen Ragnarsson. Z różnymi partnerami brał udział w kolejnych trzech igrzyskach (1984, 1988, 1992), za każdym razem w klasie Tornado.